# Canet-de-Salars
Pour les articles homonymes, voir Canet.
Canet-de-Salars est une commune française, située dans le département de l'Aveyron en région Occitanie.
Le patrimoine architectural de la commune comprend un immeuble protégé au titre des monuments historiques : l'église Saint-Pierre et l'oratoire, inscrite en 1976.

## Géographie

### Localisation et communes limitrophes
La commune de Canet-de-Salars se trouve au centre du département de l'Aveyron, dans la petite région agricole du Lévézou.
Elle se situe à 27 km par la route de Rodez, préfecture du département, à 46 km de Millau, sous-préfecture, et à 8 km de Pont-de-Salars, bureau centralisateur du canton de Raspes et Lévezou dont dépend la commune depuis 2015. La commune fait en outre partie du bassin de vie de Pont-de-Salars.
Les communes les plus proches sont, : 
Prades-Salars (3,9 km), Pont-de-Salars (5,5 km), Salles-Curan (6,5 km), Trémouilles (8,8 km), Le Vibal (8,8 km), Curan (8,9 km), Arvieu (8,9 km), Ségur (9,0 km), Arques (9,8 km).

### Hydrographie

#### Réseau hydrographique

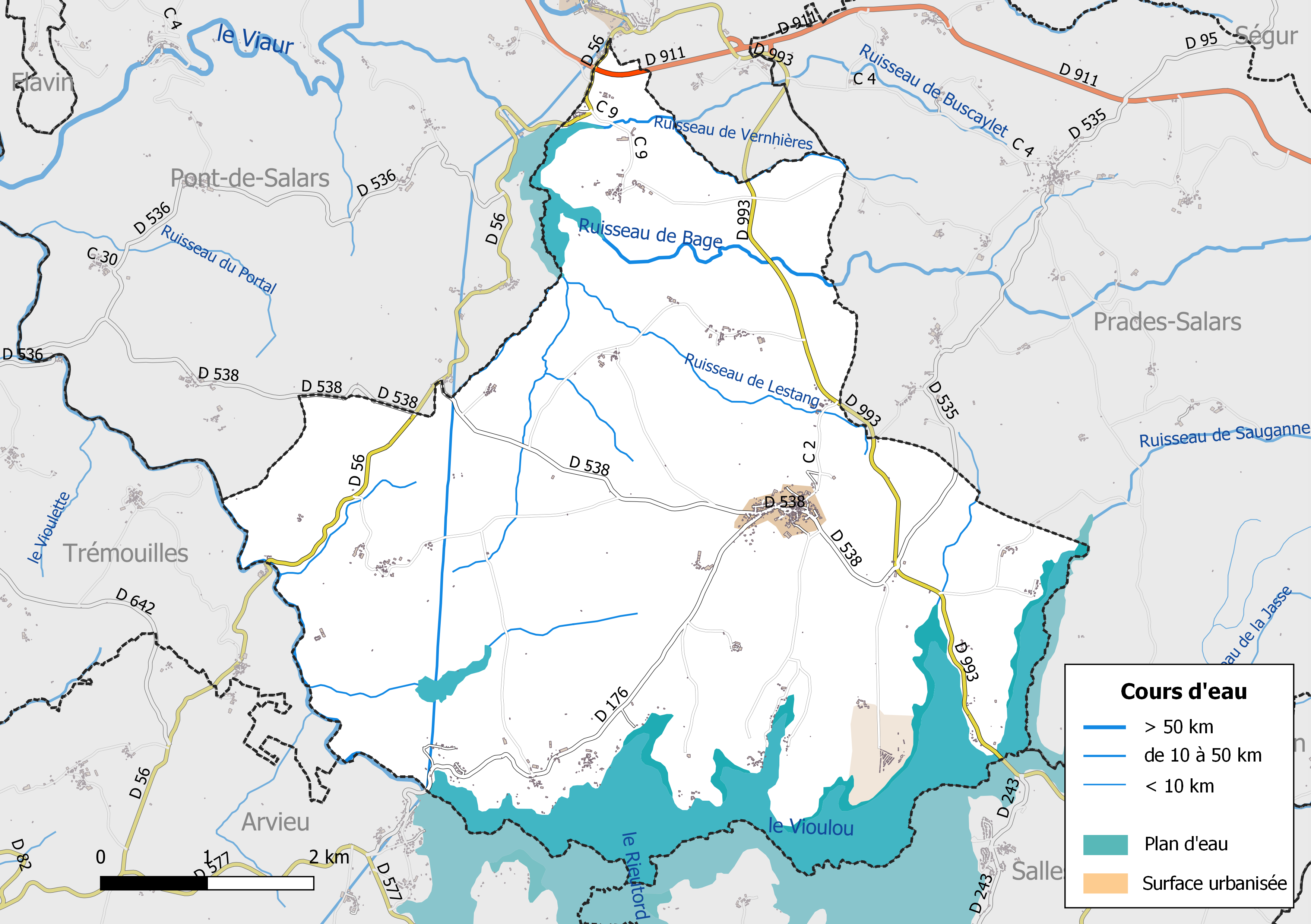
Réseaux hydrographique et routier de Canet-de-Salars.

La commune est drainée par le Vioulou, le Rieutord, le Ruisseau de Bage, le ruisseau de Buscaylet, le ruisseau de Sauganne, le ruisseau de la Gourde, le ruisseau de Lestang, le ruisseau de Vernhières, le ruisseau du Malpas, le ruisseau du Roucan et par divers petits cours d'eau.
Le Vioulou, d'une longueur totale de 33,1 km, prend sa source dans la commune de Castelnau-Pégayrols et se jette  dans le Viaur à Trémouilles, après avoir arrosé 9 communes.
Le Rieutord, d'une longueur totale de 10,3 km, prend sa source dans la commune de Salles-curan et se jette  dans le Vioulou à Canet-de-Salars, après avoir arrosé 4 communes.
Le Ruisseau de Bage, d'une longueur totale de 12,2 km, prend sa source dans la commune de Prades-Salars et se jette  dans lale Viaur  à Pont-de-Salars, après avoir arrosé 3 communes.
Deux lacs complètent le réseau hydrographique :

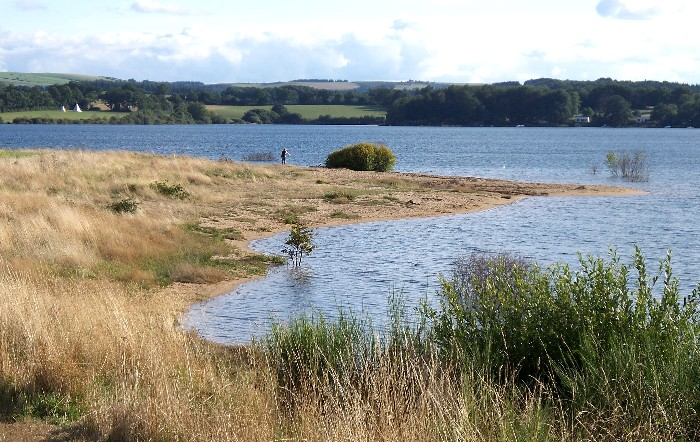
Le lac de Pareloup vers Le Caussanel.

- Le lac de Pareloup fait partie de l'ensemble dit des lacs du Lévézou et est la 5e plus grande retenue d'eau artificielle de France et la deuxième du sud de la France. Il présente deux plages aménagées, la plage de Pareloup et la plage des Vernhes[10],[11].
- Le lac de Bage est un lac de retenue lié au barrage du Bage, présentant une superficie de 53 ha[12].

#### Gestion des cours d'eau
Afin d’atteindre le bon état des eaux imposé par la Directive-cadre sur l'eau du 23 octobre 2000, plusieurs outils de gestion intégrée s’articulent à différentes échelles pour définir et mettre en œuvre un programme d’actions de réhabilitation et de gestion des milieux aquatiques : le SDAGE (Schéma directeur d'aménagement et de gestion des eaux), à l’échelle du bassin hydrographique, et le SAGE (Schéma d'aménagement et de gestion des eaux), à l’échelle locale. Ce dernier fixe les objectifs généraux d’utilisation, de mise en valeur et de protection quantitative et qualitative des ressources en eau superficielle et souterraine. Trois SAGE sont mis en oeuvre dans le département de l'Aveyron.
La commune fait partie du SAGE du bassin versant du Viaur, approuvé le 28 mars 2018, au sein du SDAGE Adour-Garonne. Le périmètre de ce SAGE couvre 89 communes, sur trois départements (Aveyron, Tarn et Tarn-et-Garonne),. Le pilotage et l’animation du SAGE sont assurés par l’établissement public d'aménagement et de gestion des eaux (EPAGE) du bassin du Viaur, une structure qui regroupe les établissements publics de coopération intercommunale à fiscalité propre (EPCI-FP) dont le territoire est inclus (en totalité ou partiellement) dans le bassin hydrographique du Viaur et les structures gestionnaires de l’alimentation en eau potable des populations et qui disposent d’une ressource sur le bassin versant du Viaur. Il correspond à l’ancien syndicat mixte du Bassin versant du Viaur,.

### Climat
Pour des articles plus généraux, voir Climat de l'Occitanie et Climat de l'Aveyron.
En 2010, le climat de la commune est de type climat océanique altéré, selon une étude s'appuyant sur une série de données couvrant la période 1971-2000. En 2020, Météo-France publie une typologie des climats de la France métropolitaine dans laquelle la commune est exposée à un climat de montagne et est dans la région climatique Sud-est du Massif Central, caractérisée par une pluviométrie annuelle de 1 000 à 1 500 mm, minimale en été, maximale en automne.
Pour la période 1971-2000, la température annuelle moyenne est de 9,4 °C, avec une amplitude thermique annuelle de 15,6 °C. Le cumul annuel moyen de précipitations est de 1 083 mm, avec 11,8 jours de précipitations en janvier et 6,7 jours en juillet. Pour la période 1991-2020, la température moyenne annuelle observée sur la station météorologique installée sur la commune est de 10,2 °C et le cumul annuel moyen de précipitations est de 971,8 mm,. Pour l'avenir, les paramètres climatiques de la commune estimés pour 2050 selon différents scénarios d'émission de gaz à effet de serre sont consultables sur un site dédié publié par Météo-France en novembre 2022.
| Mois                                  | jan.           | fév.           | mars          | avril         | mai           | juin          | jui.          | août          | sep.          | oct.          | nov.        | déc.           | année      |
| ------------------------------------- | -------------- | -------------- | ------------- | ------------- | ------------- | ------------- | ------------- | ------------- | ------------- | ------------- | ----------- | -------------- | ---------- |
| Température minimale moyenne (°C)     | −0,7           | −1             | 1,8           | 4,7           | 7,2           | 10,9          | 13,2          | 13,2          | 10,5          | 7,4           | 3,9         | 0,8            | 6          |
| Température moyenne (°C)              | 2,1            | 2,4            | 5,9           | 9             | 11,9          | 16,1          | 18,9          | 18,9          | 15,4          | 11,3          | 6,7         | 3,7            | 10,2       |
| Température maximale moyenne (°C)     | 4,9            | 5,7            | 9,9           | 13,3          | 16,6          | 21,3          | 24,6          | 24,6          | 20,3          | 15,1          | 9,5         | 6,6            | 14,4       |
| Record de froid (°C) date du record   | −12,8 18.01.13 | −15,8 08.02.12 | −12 09.03.10  | −6,3 04.04.22 | −2 05.05.19   | 2,3 05.06.14  | 6 15.07.16    | 5,7 31.08.10  | 2 27.09.10    | −5 29.10.12   | −9 30.11.21 | −12,7 18.12.10 | −15,8 2012 |
| Record de chaleur (°C) date du record | 18,2 01.01.22  | 21 26.02.19    | 21,8 14.03.12 | 23,9 14.04.15 | 30,6 21.05.22 | 34,5 17.06.22 | 34,8 17.07.22 | 37,6 23.08.23 | 29,9 16.09.19 | 28,9 01.10.23 | 21 07.11.15 | 18,8 31.12.21  | 37,6 2023  |
| Précipitations (mm)                   | 96             | 57,4           | 71,2          | 90,4          | 110,4         | 71            | 65,3          | 61,2          | 65,1          | 86,2          | 104,2       | 93,4           | 971,8      |

### Milieux naturels et biodiversité

#### Sites Natura 2000

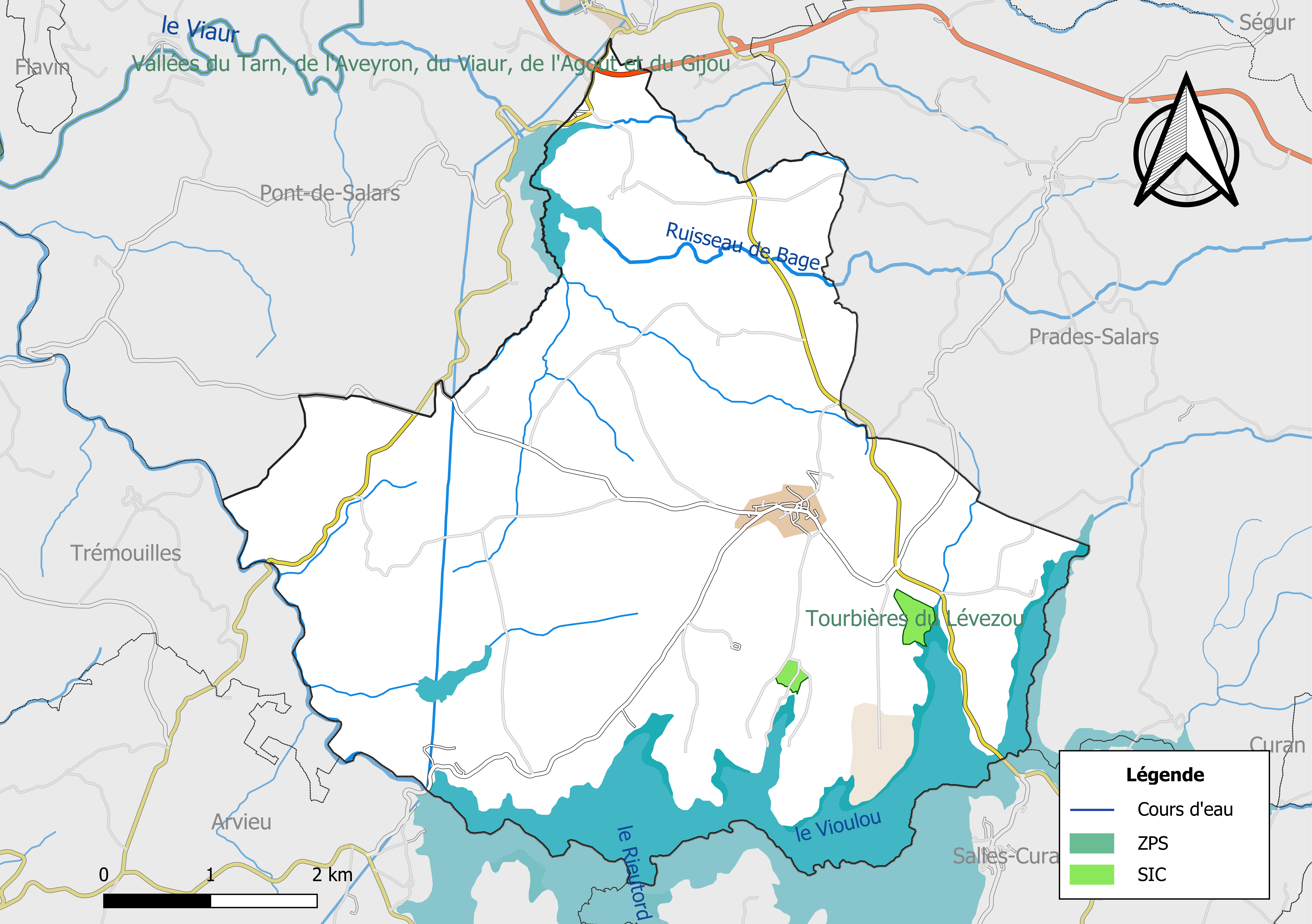
Sites Natura 2000 sur le territoire communal.

Le réseau Natura 2000 est un réseau écologique européen de sites naturels d’intérêt écologique élaboré à partir des Directives « Habitats » et « Oiseaux ». Ce réseau est constitué de Zones spéciales de conservation (ZSC) et de Zones de protection spéciale (ZPS). Dans les zones de ce réseau, les États Membres s'engagent à maintenir dans un état de conservation favorable les types d'habitats et d'espèces concernés, par le biais de mesures réglementaires, administratives ou contractuelles.
Un site Natura 2000 a été défini sur la commune au titre de la « directive Habitats ».
Les « Tourbières du Lévezou », d'une superficie de 487 ha, sont  un ensemble de hauts plateaux qui, avec l'Aubrac et les grands causses, fait partie des hautes terres de l'Aveyron. Il est bordé à l'ouest par le Ségala, à l'Est par les grands causses, au Sud par le pays de Roquefort et au Nord par le pays Ruthénois et la vallée de l'Aveyron. Il a toutefois aujourd'hui en partie été détruit.

#### Zones naturelles d'intérêt écologique, faunistique et floristique
L’inventaire des zones naturelles d'intérêt écologique, faunistique et floristique (ZNIEFF) a pour objectif de réaliser une couverture des zones les plus intéressantes sur le plan écologique, essentiellement dans la perspective d’améliorer la connaissance du patrimoine naturel national et de fournir aux différents décideurs un outil d’aide à la prise en compte de l’environnement dans l’aménagement du territoire.
Le territoire communal de Canet-de-Salars comprend quatre ZNIEFF de type 1, : 
- le « Bocage de Trappes » (63,10 ha, couvrant 2 communes du département[27])
- la « Tourbière du viala du frontin » (3,3 ha[28]);
- la « Tourbière et zone humide de Douach » (33 ha[29]);
- la « Zone tourbeuse des Pendaries » (24,4 ha[30]).

et une ZNIEFF de type 2,, 
le « Ruisseau du Vioulou et lac de Pareloup » (1 684 ha), qui s'étend sur 6 communes de l'Aveyron.

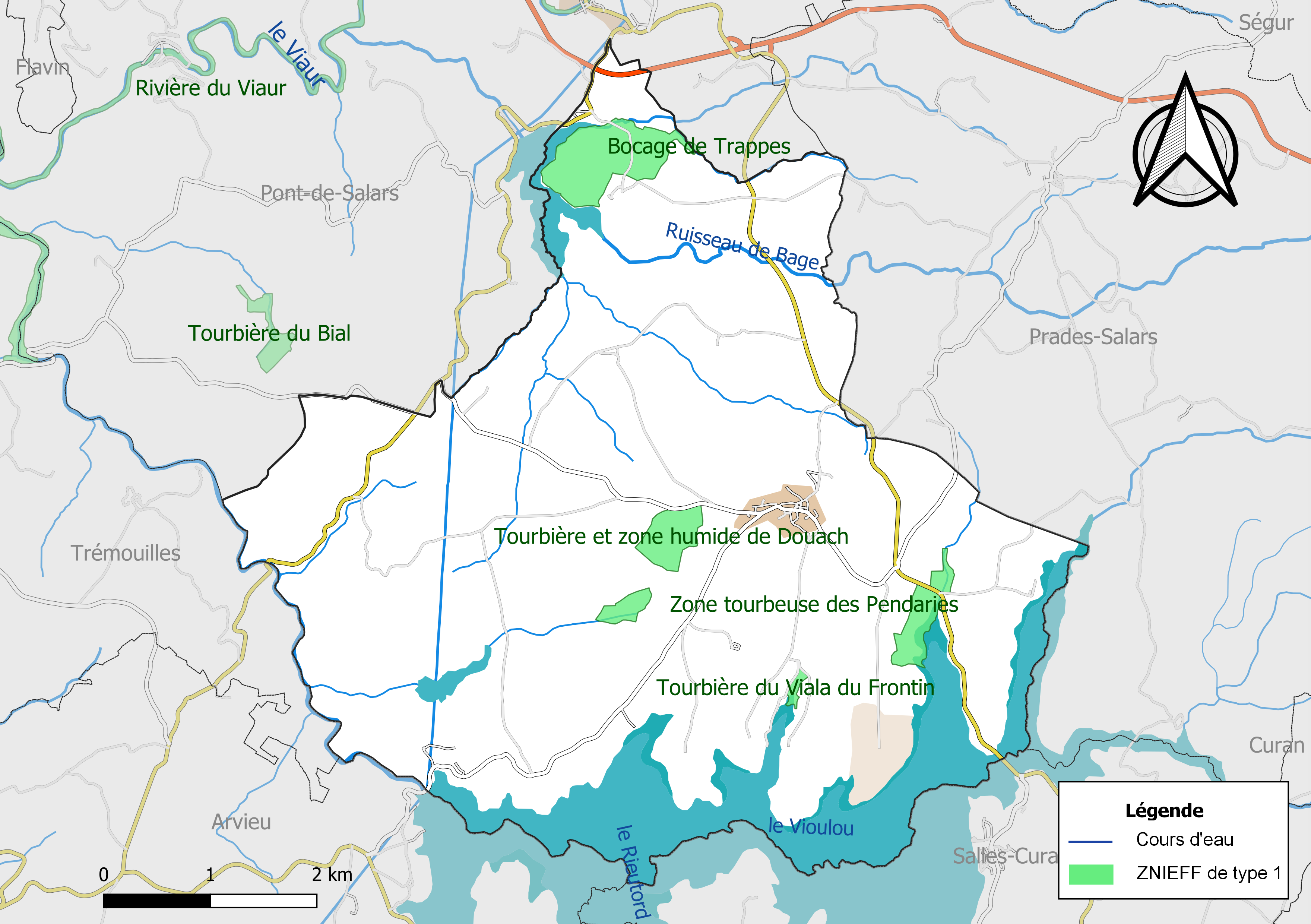
Carte des ZNIEFF de type 1 de la commune.
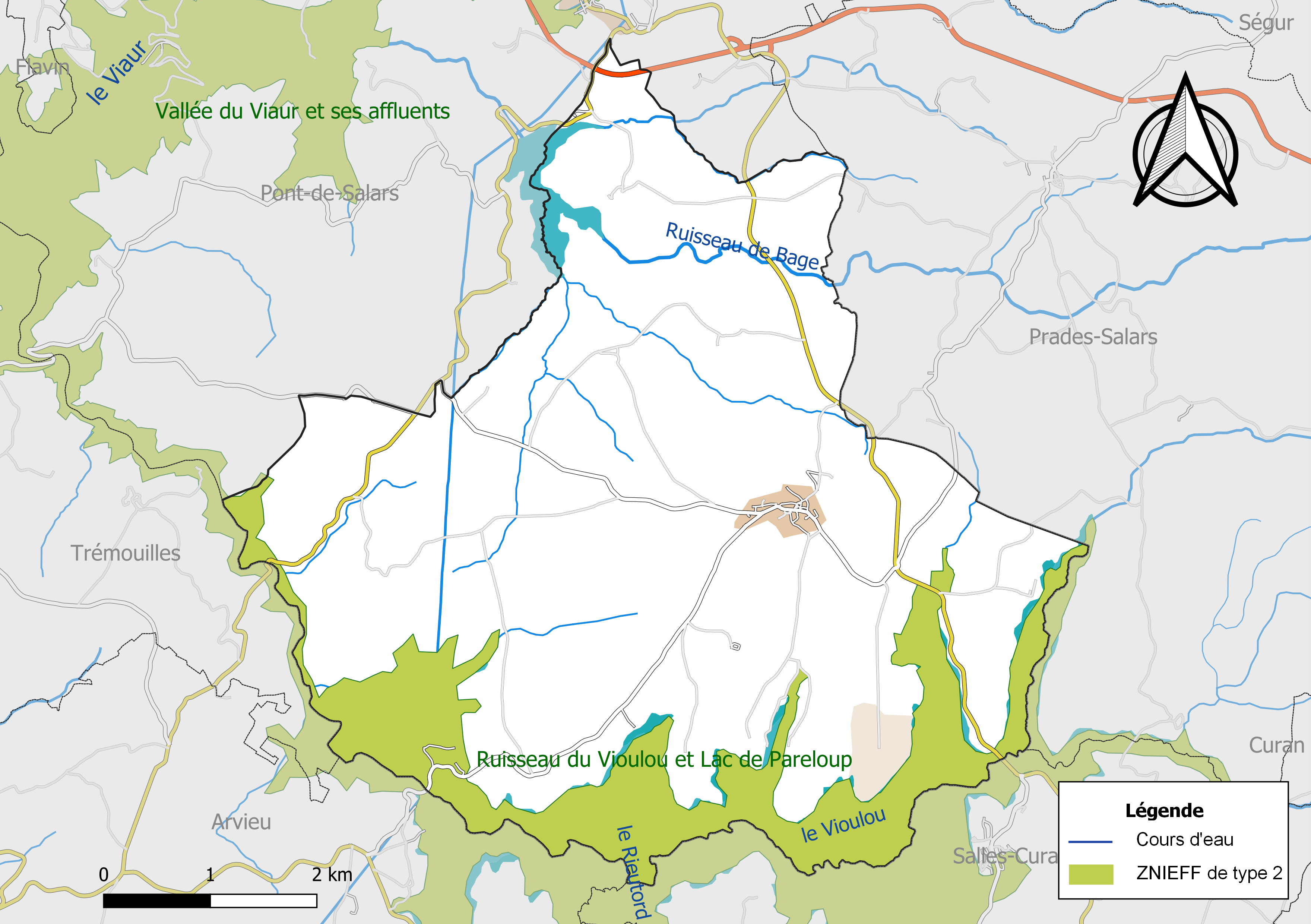
Carte de la ZNIEFF de type 2 de la commune.

## Urbanisme

### Typologie
Au 1er janvier 2024, Canet-de-Salars est catégorisée commune rurale à habitat dispersé, selon la nouvelle grille communale de densité à 7 niveaux définie par l'Insee en 2022.
Elle est située hors unité urbaine. Par ailleurs la commune fait partie de l'aire d'attraction de Rodez, dont elle est une commune de la couronne,. Cette aire, qui regroupe 68 communes, est catégorisée dans les aires de 50 000 à moins de 200 000 habitants,.
La commune, bordée par un plan d’eau intérieur d’une superficie supérieure à 1 000 hectares, le lac de Pareloup, est également une commune littorale au sens de la loi du 3 janvier 1986, dite loi littoral. Des dispositions spécifiques d’urbanisme s’y appliquent dès lors afin de préserver les espaces naturels, les sites, les paysages et l’équilibre écologique du littoral, tel le principe d'inconstructibilité, en dehors des espaces urbanisés, sur la bande littorale des 100 mètres, ou plus si le plan local d’urbanisme le prévoit.

### Occupation des sols

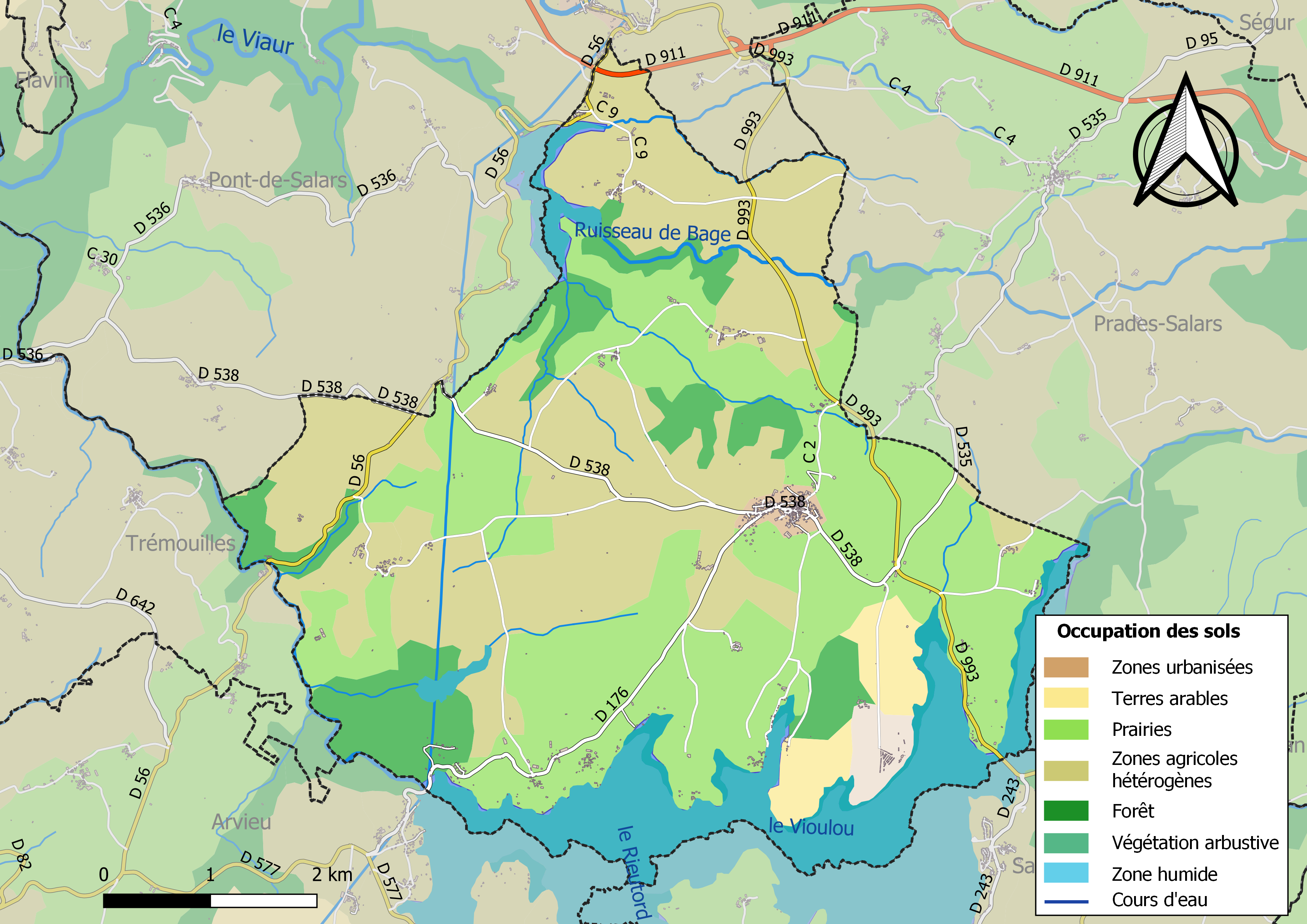
Infrastructures et occupation des sols de la commune de Canet-de-Salars.

L'occupation des sols de la commune, telle qu'elle ressort de la base de données européenne d’occupation biophysique des sols Corine Land Cover (CLC), est marquée par l'importance des territoires agricoles (76,3 % en 2018), en diminution par rapport à 1990 (78,3 %). La répartition détaillée en 2018 est la suivante : 
prairies (38 %), zones agricoles hétérogènes (35,1 %), forêts (10,8 %), eaux continentales (10,8 %), terres arables (3,2 %), espaces verts artificialisés, non agricoles (1,4 %), zones urbanisées (0,8 %).

### Planification
La loi SRU du 13 décembre 2000 a incité fortement les communes à se regrouper au sein d’un établissement public, pour déterminer les partis d’aménagement de l’espace au sein d’un SCoT, un document essentiel d’orientation stratégique des politiques publiques à une grande échelle. La commune est dans le territoire du SCoT du Lévézou, prescrit en juin 2018. La structure porteuse est le Pôle d'équilibre territorial et rural du Lévézou, qui associe deux communautés de communes, notamment la communauté de communes de Lévézou Pareloup, dont la commune est membre
La commune ne disposait pas en 2017 de document d'urbanisme opérationnel et le règlement national d'urbanisme s'appliquait donc pour la délivrance des permis de construire.

### Risques majeurs
Le territoire de la commune de Canet-de-Salars est vulnérable à différents aléas naturels : climatiques (hiver exceptionnel ou canicule), feux de forêts et séisme (sismicité faible).
Il est également exposé à deux risques technologiques, le transport de matières dangereuses et la rupture d'un barrage, et à un risque particulier, le risque radon,.

#### Risques naturels
Le Plan départemental de protection des forêts contre les incendies découpe le département de l’Aveyron en sept « bassins de risque » et définit une sensibilité des communes à l’aléa feux de forêt (de faible à très forte). La commune est classée en sensibilité faible.

#### Risques technologiques
Le risque de transport de matières dangereuses sur la commune est lié à sa traversée par une route à fort trafic et une canalisation de transport de gaz. Un accident se produisant sur de telles infrastructures est en effet susceptible d’avoir des effets graves au bâti ou aux personnes jusqu’à 350 m, selon la nature du matériau transporté. Des dispositions d’urbanisme peuvent être préconisées en conséquence.
Dans le département de l'Aveyron on dénombre huit grands barrages susceptibles d’occasionner des dégâts en cas de rupture. La commune fait partie des 64 communes susceptibles d’être touchées par l’onde de submersion consécutive à la rupture d’un de ces barrages.

#### Risque particulier
Dans plusieurs parties du territoire national, le radon, accumulé dans certains logements ou autres locaux, peut constituer une source significative d’exposition de la population aux rayonnements ionisants. Toutes les communes du département sont concernées par le risque radon à un niveau plus ou moins élevé. La commune de Canet-de-Salars est classée à risque moyen à élevé.

## Politique et administration

### Découpage territorial
La commune de Canet-de-Salars est membre de la communauté de communes de Lévézou Pareloup, un établissement public de coopération intercommunale (EPCI) à fiscalité propre créé le 15 décembre 2000 dont le siège est à Salles-Curan. Ce dernier est par ailleurs membre d'autres groupements intercommunaux.
Sur le plan administratif, elle est rattachée à l'arrondissement de Millau, au département de l'Aveyron et à la région Occitanie. Sur le plan électoral, elle dépend du  canton de Raspes et Lévezou pour l'élection des conseillers départementaux, depuis le redécoupage cantonal de 2014 entré en vigueur en 2015, et de la troisième circonscription de l'Aveyron  pour les élections législatives, depuis le dernier découpage électoral de 2010.

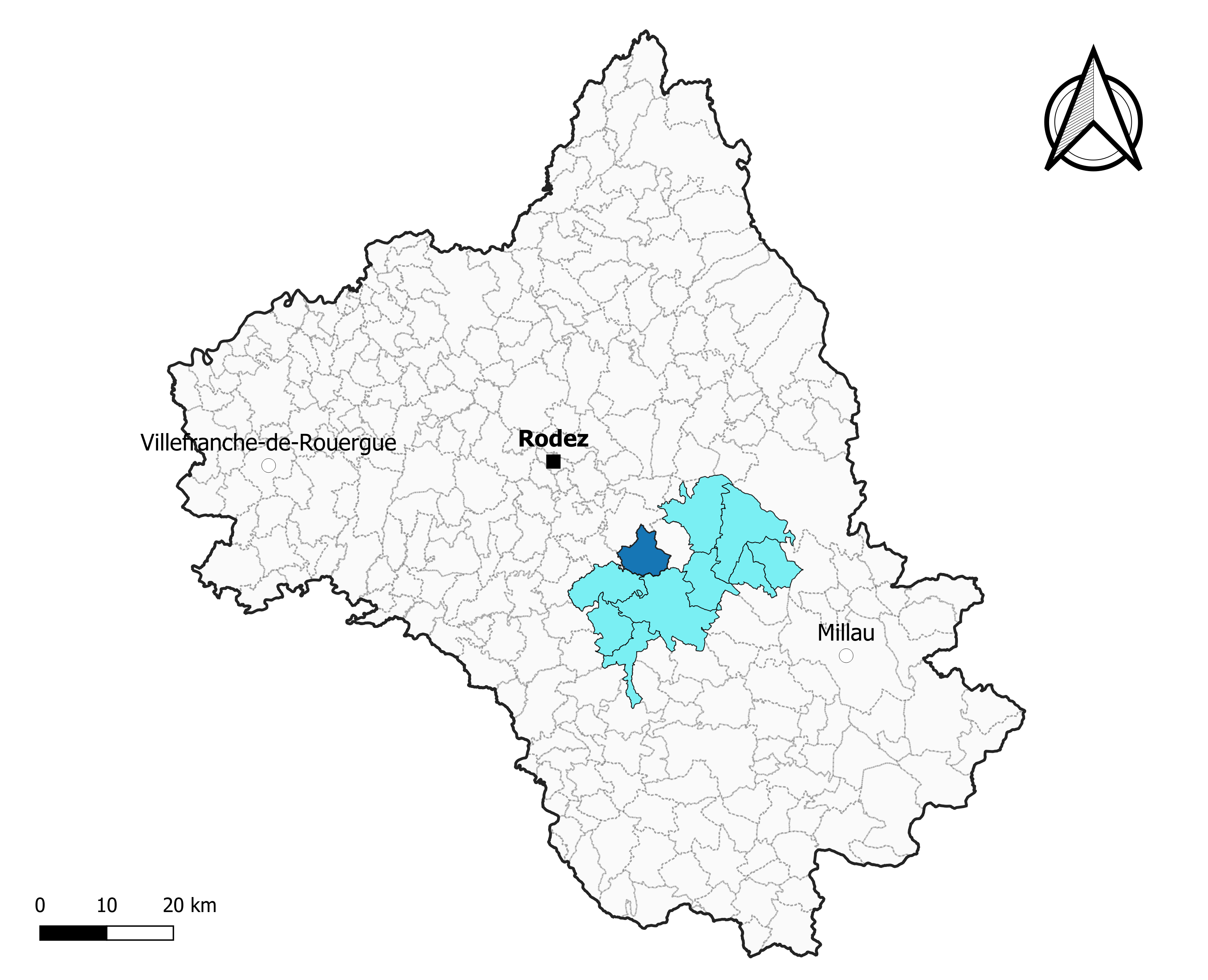
Canet-de-Salars dans l'intercommunalité en 2020.
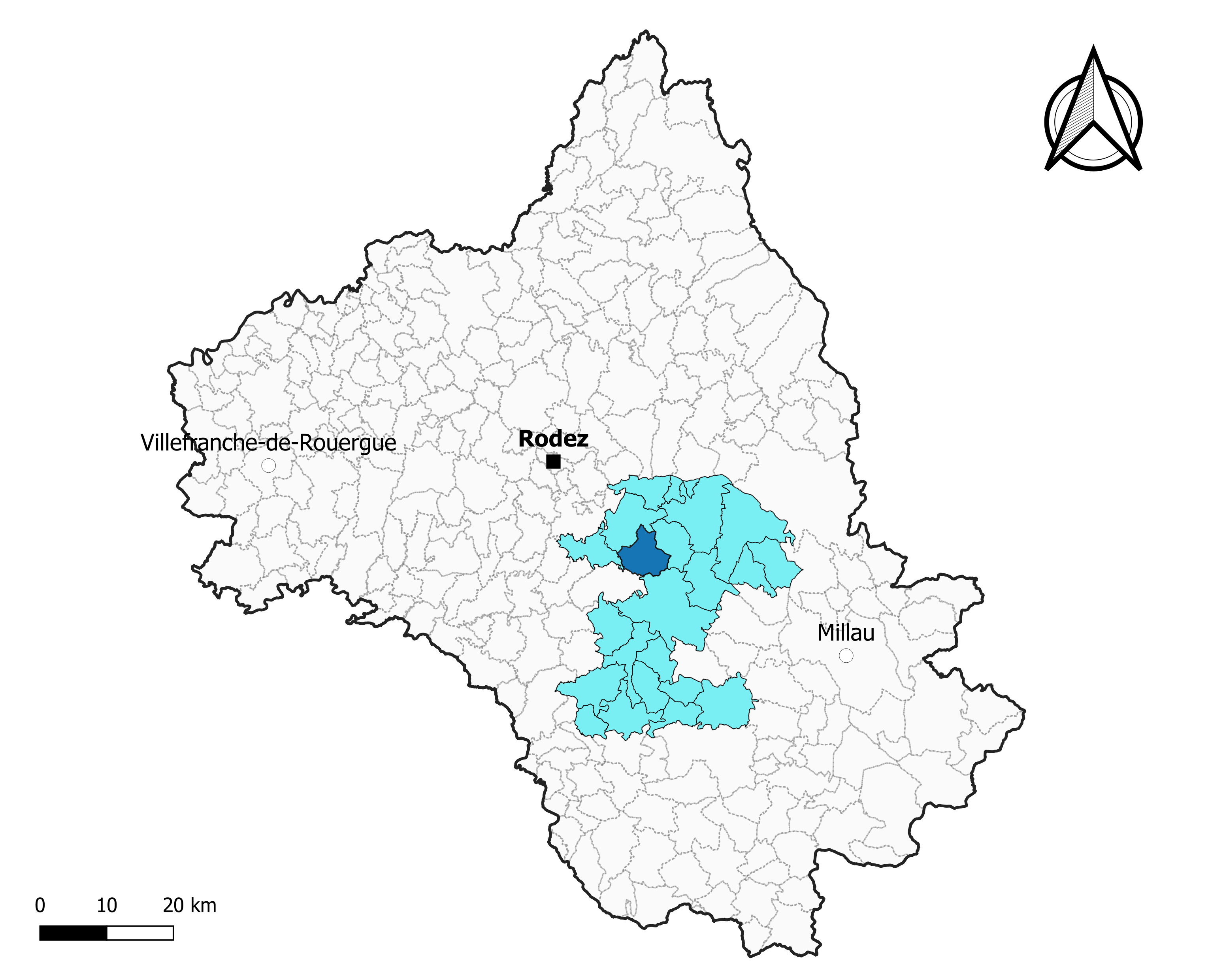
Canet-de-Salars dans le canton de Raspes et Lévezou en 2020.
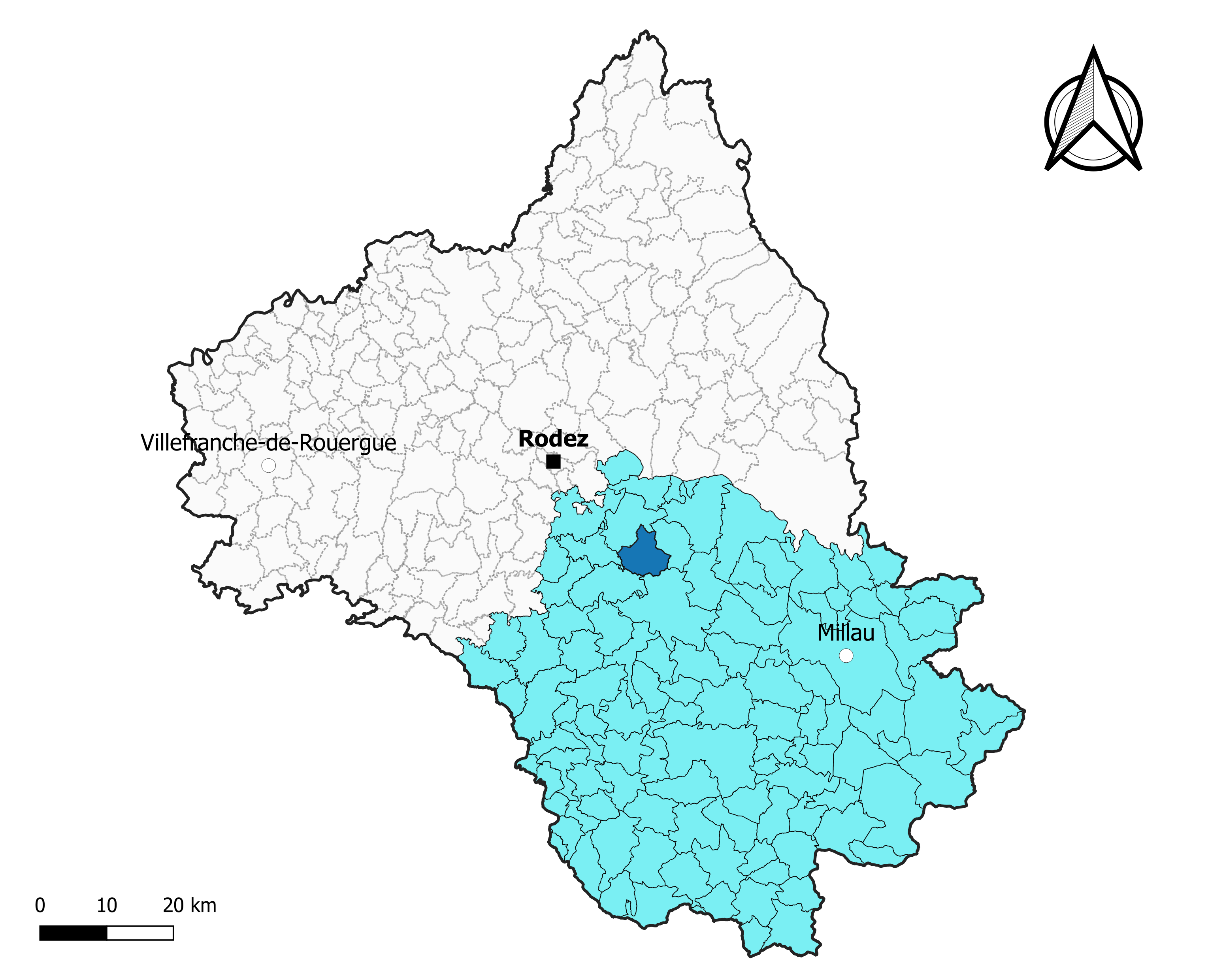
Canet-de-Salars dans l'arrondissement de Millau en 2020.

### Élections municipales et communautaires

#### Élections de 2020
Le conseil municipal de Canet-de-Salars, commune de moins de 1 000 habitants, est élu au scrutin majoritaire plurinominal à deux tours avec candidatures isolées ou groupées et possibilité de panachage. Compte tenu de la population communale, le nombre de sièges à pourvoir lors des élections municipales de 2020 est de 11. La totalité des onze candidats en lice est élue dès le premier tour, le 15 mars 2020, avec un taux de participation de 69,7 %.
Francis Bertrand, maire sortant, est réélu pour un nouveau mandat le 25 mai 2020.
Dans les communes de moins de 1 000 habitants, les conseillers communautaires sont désignés parmi les conseillers municipaux élus en suivant l’ordre du tableau (maire, adjoints puis conseillers municipaux) et dans la limite du nombre de sièges attribués à la commune au sein du conseil communautaire. Deux sièges sont attribués à la commune au sein de la communauté de communes de Lévézou Pareloup.

#### Liste des maires
| Période    | Période  | Identité          | Étiquette | Qualité                       |
| ---------- | -------- | ----------------- | --------- | ----------------------------- |
| 1970       | 1995     | Louis Fontes      |           |                               |
| 1995       | 2014     | Patrick Geraud    |           |                               |
| avril 2014 | En cours | Francis Bertrand, |           | Ancien agriculteur exploitant |

## Démographie
L'évolution du nombre d'habitants est connue à travers les recensements de la population effectués dans la commune depuis 1793. Pour les communes de moins de 10 000 habitants, une enquête de recensement portant sur toute la population est réalisée tous les cinq ans, les populations de référence des années intermédiaires étant quant à elles estimées par interpolation ou extrapolation. Pour la commune, le premier recensement exhaustif entrant dans le cadre du nouveau dispositif a été réalisé en 2005.

En 2022, la commune comptait 450 habitants, en évolution de +4,41 % par rapport à 2016 (Aveyron : +0,37 %, France hors Mayotte : +2,11 %).
| 1793 | 1800 | 1806  | 1821  | 1831 | 1836 | 1841 | 1846 | 1851 |
| ---- | ---- | ----- | ----- | ---- | ---- | ---- | ---- | ---- |
| 487  | 508  | 1 395 | 1 219 | 576  | 427  | 704  | 652  | 831  |

| 1856 | 1861 | 1866 | 1872 | 1876 | 1881 | 1886 | 1891 | 1896 |
| ---- | ---- | ---- | ---- | ---- | ---- | ---- | ---- | ---- |
| 803  | 777  | 749  | 707  | 725  | 763  | 749  | 798  | 784  |

| 1901 | 1906 | 1911 | 1921 | 1926 | 1931 | 1936 | 1946 | 1954 |
| ---- | ---- | ---- | ---- | ---- | ---- | ---- | ---- | ---- |
| 785  | 822  | 801  | 725  | 739  | 748  | 724  | 684  | 631  |

| 1962 | 1968 | 1975 | 1982 | 1990 | 1999 | 2005 | 2006 | 2010 |
| ---- | ---- | ---- | ---- | ---- | ---- | ---- | ---- | ---- |
| 601  | 510  | 485  | 440  | 440  | 379  | 394  | 396  | 421  |

| 2015 | 2020 | 2022 | - | - | - | - | - | - |
| ---- | ---- | ---- | - | - | - | - | - | - |
| 431  | 447  | 450  | - | - | - | - | - | - |

## Économie

### Revenus
En 2018  (données Insee publiées en septembre 2021), la commune compte 186 ménages fiscaux, regroupant 436 personnes. La médiane du revenu disponible par unité de consommation est de 19 980 € (20 640 € dans le département).

### Emploi
| Division       | 2008  | 2013  | 2018  |
| -------------- | ----- | ----- | ----- |
| Commune        | 3,7 % | 4,5 % | 7,3 % |
| Département    | 5,4 % | 7,1 % | 7,1 % |
| France entière | 8,3 % | 10 %  | 10 %  |

En 2018, la population âgée de 15 à 64 ans s'élève à 256 personnes, parmi lesquelles on compte 83,6 % d'actifs (76,3 % ayant un emploi et 7,3 % de chômeurs) et 16,4 % d'inactifs,. En  2018, le taux de chômage communal (au sens du recensement) des 15-64 ans est supérieur à celui du département, mais inférieur à celui de la France, alors qu'il était inférieur à celui du département et de la France en 2008.
La commune fait partie de la couronne de l'aire d'attraction de Rodez, du fait qu'au moins 15 % des actifs travaillent dans le pôle,. Elle compte 83 emplois en 2018, contre 107 en 2013 et 91 en 2008. Le nombre d'actifs ayant un emploi résidant dans la commune est de 200, soit un indicateur de concentration d'emploi de 41,7 % et un taux d'activité parmi les 15 ans ou plus de 59,6 %.
Sur ces 200 actifs de 15 ans ou plus ayant un emploi, 60 travaillent dans la commune, soit 30 % des habitants. Pour se rendre au travail, 79 % des habitants utilisent un véhicule personnel ou de fonction à quatre roues, 9,3 % s'y rendent en deux-roues, à vélo ou à pied et 11,7 % n'ont pas besoin de transport (travail au domicile).

### Activités hors agriculture

#### Secteurs d'activités
36 établissements sont implantés  à Canet-de-Salars au 31 décembre 2019. Le tableau ci-dessous en détaille le nombre par secteur d'activité et compare les ratios avec ceux du département,.
| Secteur d'activité                                                                                        | Commune | Commune | Département |
| Secteur d'activité                                                                                        | Nombre  | %       | %           |
| --- | ------- | ------- | ----------- |
| Ensemble                                                                                                  | 36      |         |             |
| Industrie manufacturière, industries extractives et autres                                                | 5       | 13,9 %  | (17,7 %)    |
| Construction                                                                                              | 7       | 19,4 %  | (13 %)      |
| Commerce de gros et de détail, transports, hébergement et restauration                                    | 12      | 33,3 %  | (27,5 %)    |
| Activités financières et d'assurance                                                                      | 1       | 2,8 %   | (3,4 %)     |
| Activités immobilières                                                                                    | 5       | 13,9 %  | (4,2 %)     |
| Activités spécialisées, scientifiques et techniques et activités de services administratifs et de soutien | 2       | 5,6 %   | (12,4 %)    |
| Administration publique, enseignement, santé humaine et action sociale                                    | 1       | 2,8 %   | (12,7 %)    |
| Autres activités de services                                                                              | 3       | 8,3 %   | (7,8 %)     |

Le secteur du commerce de gros et de détail, des transports, de l'hébergement et de la restauration est prépondérant sur la commune puisqu'il représente 33,3 % du nombre total d'établissements de la commune (12 sur les 36 entreprises implantées  à Canet-de-Salars), contre 27,5 % au niveau départemental.

#### Entreprises
L' entreprise ayant son siège social sur le territoire communal qui génère le plus de chiffre d'affaires en 2020 est : 
- Le Caussanel Loisirs, autres activités récréatives et de loisirs (1 k€)

### Agriculture
La commune est dans le Levezou, une petite région agricole située dans le centre de l'Aveyron et constituée d'un haut plateau cristallin. En 2020, l'orientation technico-économique de l'agriculture  sur la commune est l'élevage d'équidés et/ou d' autres herbivores.
|               | 1988  | 2000  | 2010  | 2020  |
| ------------- | ----- | ----- | ----- | ----- |
| Exploitations | 55    | 40    | 34    | 32    |
| SAU (ha)      | 2 378 | 2 321 | 2 129 | 2 188 |

Le nombre d'exploitations agricoles en activité et ayant leur siège dans la commune est passé de 55 lors du recensement agricole de 1988  à 40 en 2000 puis à 34 en 2010 et enfin à 32 en 2020, soit une baisse de 42 % en 32 ans. Le même mouvement est observé à l'échelle du département qui a perdu pendant cette période 51 % de ses exploitations,. La surface agricole utilisée sur la commune a également diminué, passant de 2 378 ha en 1988 à 2 188 ha en 2020. Parallèlement la surface agricole utilisée moyenne par exploitation a augmenté, passant de 43 à 68 ha.

## Culture locale et patrimoine

### Lieux et monuments
- Église Saint-Pierre et son oratoire  Inscrit MH (1976)[66], considérée comme la cathédrale du Lévézou.
- Près du Caussanel existe un alignement mégalithique.

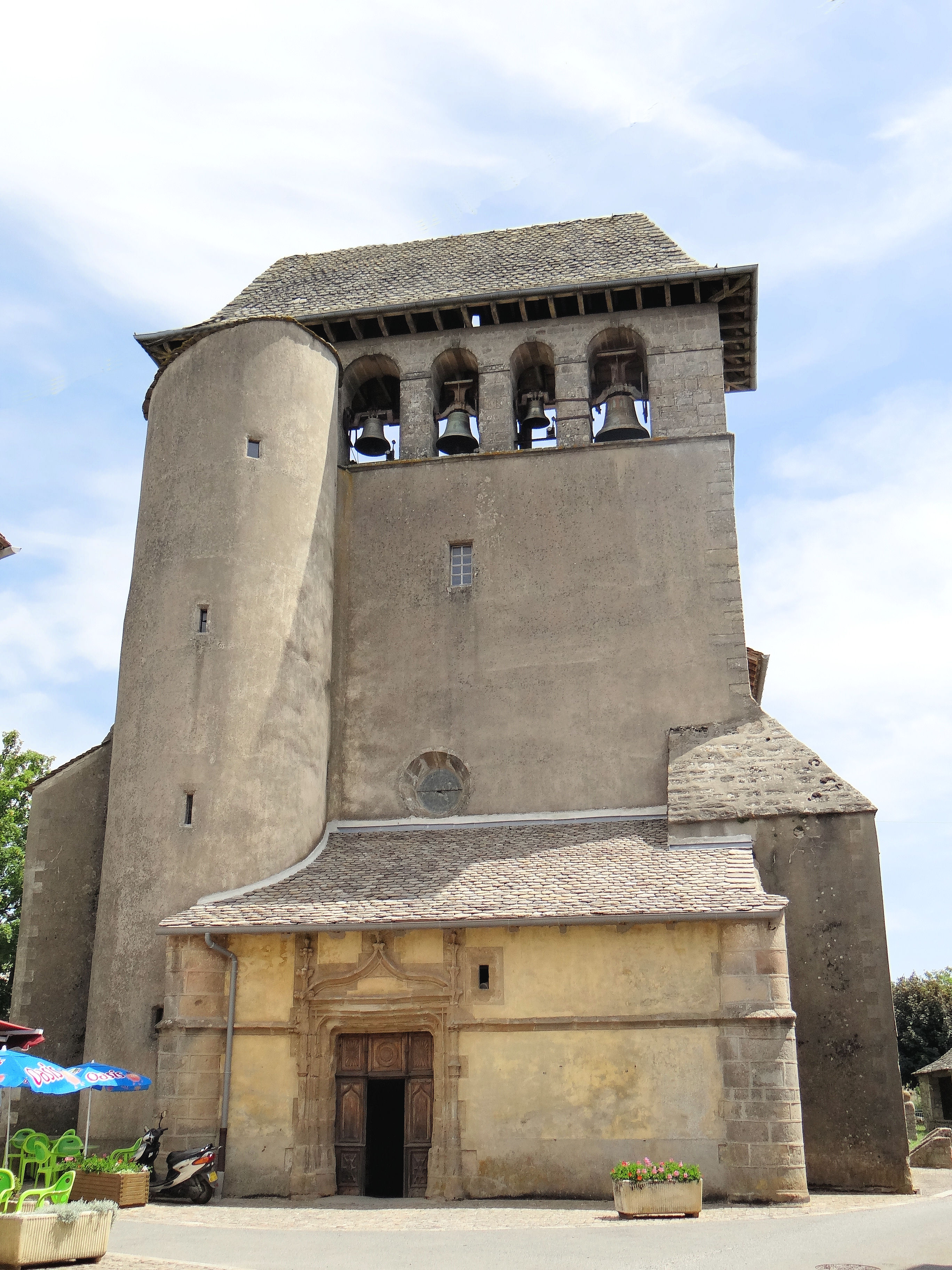
Église Saint-Pierre.
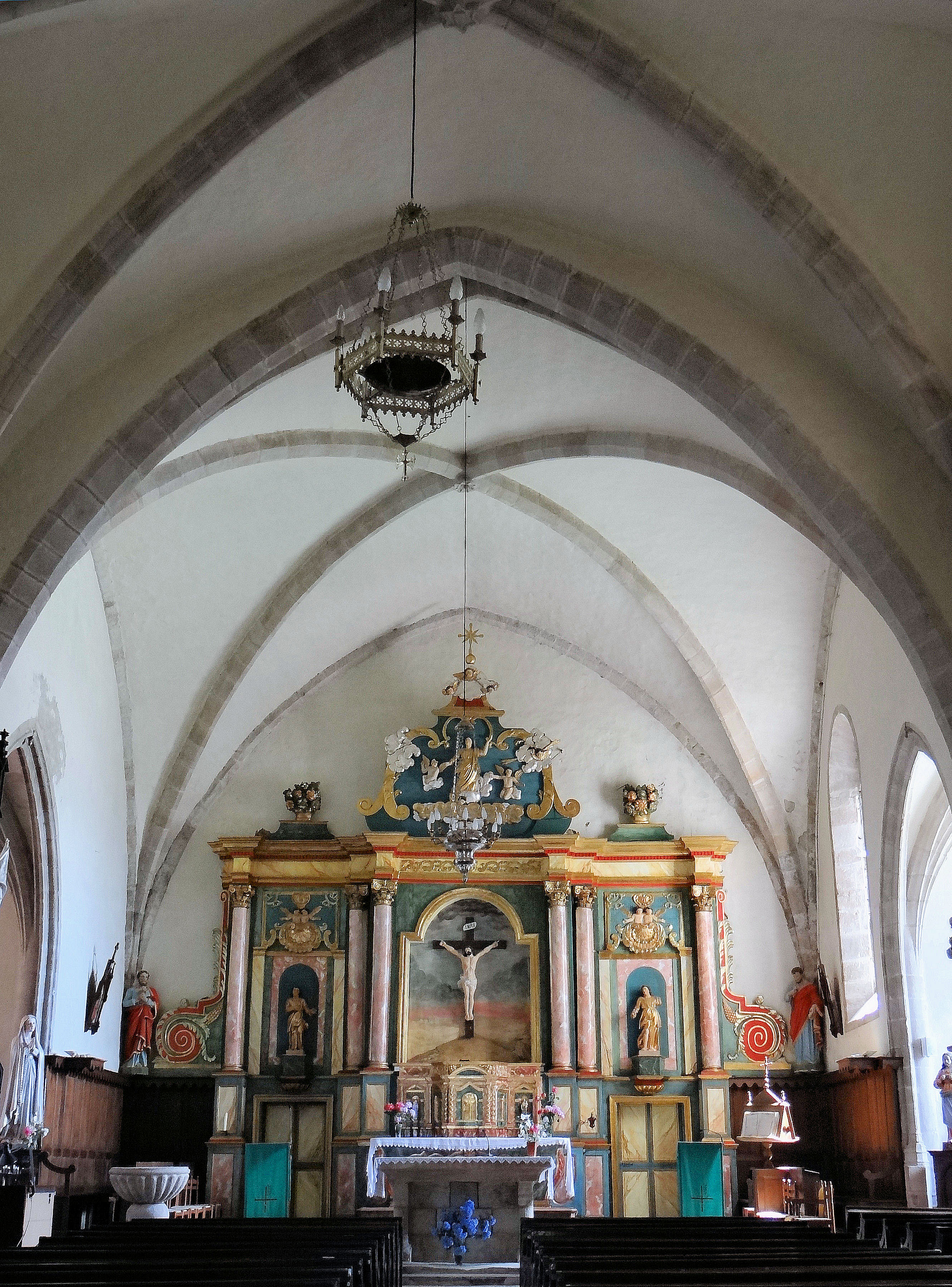
Église Saint-Pierre.
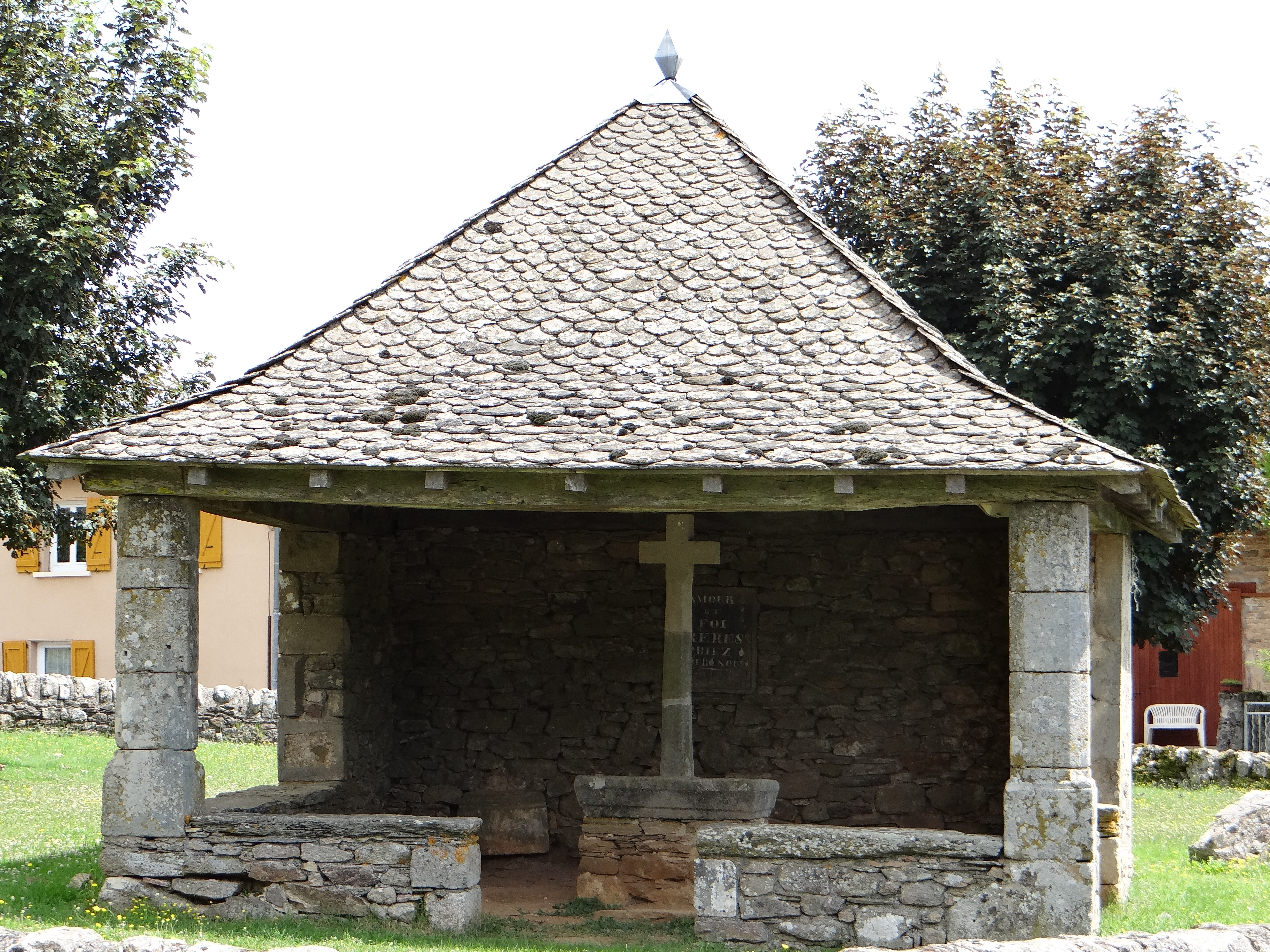
Église Saint-Pierre (Oratoire).
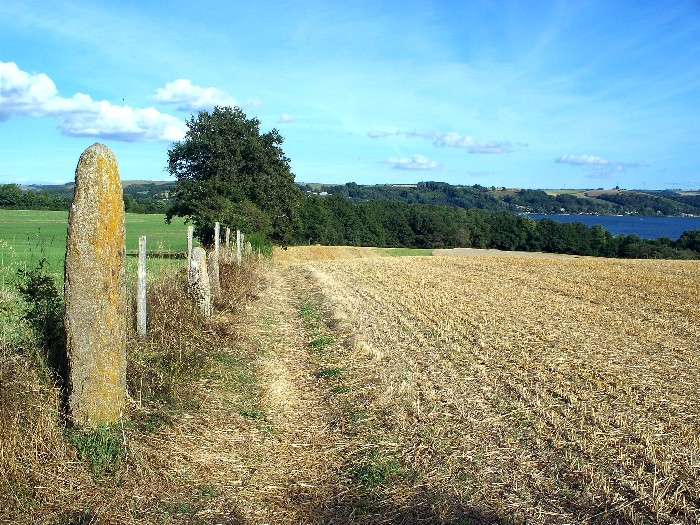
Mégalithes du Caussanel.
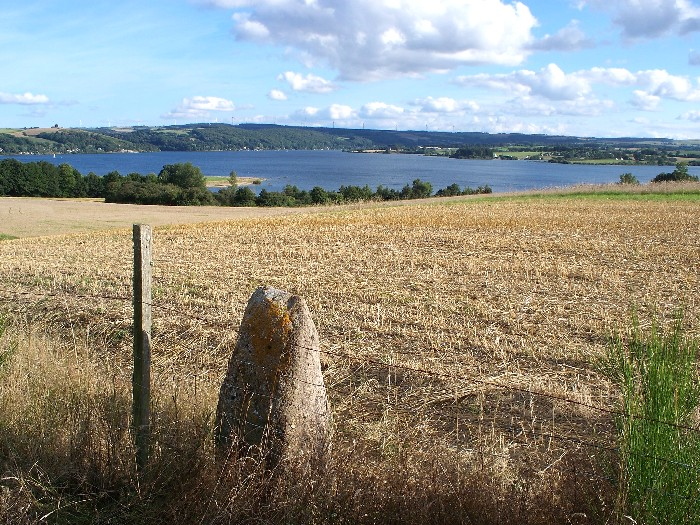
Lac de Pareloup.

### Personnalités liées à la commune
- Louis Cyprien Poujade, homme politique né à Canet-de-Salars, dans l'Aveyron, le 1er juillet 1823, et décédé à Carpentras, dans le Vaucluse, le 14 octobre 1898.